# Jean-Pierre Massines
Jean-Pierre Massines, né le 9 septembre 1965 à Perpignan, est un joueur français de rugby à XV ayant occupé le poste de deuxième ligne à Montpellier et qui fait partie aujourd'hui de l'organigramme du club de football local, le MHSC.
En tant que joueur, il a remporté le championnat de France de rugby Nationale B2 en 1986 avec l'équipe 2 de Montpellier
Il est directeur général du Montpellier Hérault rugby de 1998 à 2010 avant d'en devenir le président du directoire le 9 juillet 2010. Il laisse sa place en 2011 à Mohed Altrad, nouveau propriétaire du club. En 2012, il entre en conflit avec la nouvelle direction du club de rugby et est licencié pour faute grave.
Il est également membre du comité directeur du Comité territorial du Languedoc. Il en est le secrétaire général durant de nombreuses années,. En 2017, il démissionne de ce poste, avec 18 des 20 membres du bureau du comité, pour afficher leur désaccord sur la manière dont la Ligue régionale Occitanie de rugby est créée.
Il occupe en 2014, au sein du club de football montpelliérain, le poste de stadium manager du stade de la Mosson après avoir occupé celui de directeur du projet Grammont, toujours au sein du Montpellier Hérault Sport Club.